# Карой Грос
Карой Грос (угор. Grósz Károly; 1 серпня 1930, Мішкольц — 7 січня 1996, Геделле) — угорський партійний, політичний і державний діяч, член Угорської соціалістичної робочої партії, ініціатор реформ 1980-х років, в 1989 році — лідер консервативного крила УСРП. Голова Ради Міністрів Угорської Народної Республіки (25 червня 1987 — 23 листопада 1988), Генеральний секретар Угорської соціалістичної робочої партії (22 травня 1988 — 7 жовтня 1989).

## Біографія
Народився 1 серпня 1930 року в індустріальному передмісті Діошдьйор міста Мішкольц на північному сході Угорщини в сім'ї робітника, активно підтримував Комуністичну партію Угорщини. Згідно з офіційною біографією не тільки батько, а й дід Гроса були комуністами-підпільниками і дали йому відповідне політичне виховання. У 1945 році 15-річний Грос почав працювати учнем складача в друкарні і вступив в Комуністичну партію Угорщини, в 1948 перейменовану в Угорську партію праці. З 1946 року працював в Боршодській обласній друкарні.

## Кар'єра партійного пропагандиста (1948—1956)
У 1948 році 18-річний Грос був обраний секретарем Боршодського обласного комітету комуністичного Угорського народного союзу молоді. Вже в 1949 році його направили на роботу в обласний комітет Угорської партії праці.
У 1950 році Гроса за партійною путівкою направили на навчання в офіцерське училище імені Шандора Петефі, а після його закінчення — офіцером-політпрацівником в Угорську народну армію.
У 1954 році Грос був демобілізований і призначений завідувачем відділу агітації і пропаганди Боршодського обласного комітету. У цей період, як пізніше зізнавався Грос, він, бачачи загальне невдоволення правлінням комуністів на чолі з Матяшем Ракоші, думав про вихід з партії. Але зміни, що відбулися в 1956 в СРСР, пов'язані з критикою культу особи Сталіна, спонукали його залишитися в УПП. 
| «Вирішальне значення мали слова батька про те, що починається щось таке, що ми повинні підтримати, і не може бути, щоб це не торкнулося Ракоші і його оточення» | — згадував Грос.

## Приватне життя
Грос був одружений, мав двох синів. До моменту обрання його лідером партії у нього було вже 4 онуки. Переїхавши 1984 року до Будапешта, оселився разом з сім'єю в одного з синів у звичайній п'ятикімнатній квартирі, другий його син залишився жити в Мішкольці. Ставши главою уряду відмовився від щорічної відпустки. Говорили, що він часто працює по 18 годин на добу. Свою першу поїздку в Москву як лідер партії (1988) Грос здійснив як простий пасажир на лайнерах авіакомпанії «Malév» і під час польоту жваво розмовляв з іншими пасажирами. На звичайному рейсовому лайнері він вирушив і до США. Грос захоплювався полюванням і рибальством.

## Нагороди
У період служби в Угорській народній армії Грос був нагороджений медаллю «За робітничо-селянську владу».

## Твори
- Соціалізм і сучасність" (1987).
- Károly Grósz: Szocializmus és korszerűség. Nemzeti és történelmi felelősség, Kossuth, Budapest 1987 (386 Seiten)
- Károly Grósz: Eleven, mozgalmi pártot! Interjú Grósz Károllyal, az MSZMP főtitkárával, Kossuth, Budapest 1 988 (29 Seiten)
- Károly Grósz: Kiállni a politikáért, tenni az országért! Grósz Károly beszéde a budapesti pártaktíván, 1988. november 29., Kossuth, Budapest один тисяча дев'ятсот вісімдесят вісім (33 Seiten)
- Károly Grósz: Nemzeti összefogással a reformok sikeréért! Beszéd a Csongrád megyei pártértekezleten, 1988. december 10. Beszéd a Borsod megyei pártaktíván, 1988. december 16. Beszéd az MTESZ jubileumi ülésén, 1988. december 16., Kossuth, Budapest 1989 (57 Seiten)